# 東北大学電気通信研究所
東北大学電気通信研究所（とうほくだいがくでんきつうしんけんきゅうしょ、英: Research Institute for Electrical Communication, RIEC）は東北大学の附置研究所である。共同利用・共同研究拠点に指定されている。片平キャンパス内に所在する。
情報通信に関わるデバイス、物性からソフトウエア、数理までを含む広範な分野を対象としている。

## 概要
1919年、東北帝国大学工学部の発足とともに電気工学科が設置され活動を開始したが、当時の電気工学の主流がいわゆる強電と呼ばれる電力工学にあったところを、東北帝大では電気による信号の伝達を中心とする弱電を主なテーマとして研究に取り組んだ。
ここから八木・宇田アンテナをはじめとする成果が得られ、これを契機に電気通信を研究する機運が起こる。この流れを組織的に担保するため、当時教授であった八木秀次が中心となって本研究所の設立が構想された。
1935年、「電気通信に関する学理及びその応用の研究」を目的として本研究所が設置された。当初は建物・設備は独自のものは持たず、工学部電気工学科と共用されていた。研究教育活動においても学生の卒業研究、教官による講義の担当など工学部電気工学科と一体化して運営された。この方針は後に本研究所、工学部電気工学科ともに組織の発展・拡充を経た今日まで受け継がれており、東北大学の電気・情報系研究グループとして組織だった研究教育活動が行われている。
1994年、全国共同利用研究所に転換され、この時に研究所の設立目的を「高密度及び高次の情報通信に関する学理並びにその応用の研究」に改めている。
現在では、情報を生成・認識・伝送・蓄積・処理・制御するためのデバイス、回路、アーキテクチャ、ソフトウェアまでを一体のシステムとしてとらえ、新産業につながる通信基盤技術を創出し、人間性豊かなコミュニケーション社会の構築を目的としている。

## 沿革
- 1935年 東北帝国大学附属電気通信研究所が設置される。
- 1944年 東北帝国大学附置電気通信研究所となる。
- 1949年 東北大学附置電気通信研究所となる。
- 1984年 超微細電子回路実験施設を設置。
- 1994年 全国共同利用研究所になる。大部門制に組織再編を行い「ブレインコンピューティング研究部門」「物性機能デバイス研究部門」「コヒーレントウェーブ工学研究部門」が置かれる。超微細電子回路実験施設が超高密度・高速知能システム実験施設に移行する。
- 2002年 附属二十一世紀情報通信研究開発センターを開設。
- 2004年 ナノ・スピン実験施設、ブレインウェア実験施設を設置。大部門（三部門）が「情報デバイス研究部門」「ブロードバンド工学研究部門」「人間情報システム研究部門」「システム・ソフトウェア研究部門」に再編成される。

## 組織[1]
- 情報デバイス研究部門
  - ナノフォトエレクトロニクス研究室
  - 固体電子工学研究室
  - 誘電ナノデバイス研究室
  - 物性機能設計研究室
  - 量子デバイス研究室
  - スピントロニクス研究室
  - ナノ集積デバイス・プロセス研究室
  - 磁性デバイス研究室（客員）

- ブロードバンド工学研究部門
  - 超高速光通信研究室
  - 応用量子光学研究室
  - 先端ワイヤレス通信技術研究室
  - 情報ストレージシステム研究室
  - 超ブロードバンド信号処理研究室
  - 量子光情報工学研究室
  - ブロードバンド通信基盤技術研究室（客員）

- 人間情報システム研究部門
  - 生体電磁情報研究室
  - 先端音情報システム研究室
  - 高次視覚情報システム研究室
  - 情報コンテンツ研究室
  - 実世界コンピューティング研究室
  - ナノ・バイオ融合分子デバイス研究室
  - 多感覚情報統合認知システム研究室
  - マルチモーダルコンピューティング研究室（客員）

- システム・ソフトウェア研究部門
  - ソフトウェア構成研究室
  - コンピューティング情報理論研究室
  - コミュニケーションネットワーク研究室
  - 環境調和型セキュア情報システム研究室
  - ソフトコンピューティング集積システム研究室
  - 新概念 VLSI システム研究室
  - 情報社会構造研究室（客員）

- ナノ・スピン実験施設
- ブレインウェア研究開発施設

- 21世紀情報通信研究開発センター
  - 産学官研究開発部
  - 学際連携研究部
  - 萌芽研究部

- 高等研究機構 新領域創成部
  - スピントロニクス・CMOS 融合脳型集積システム研究室

- 研究基盤技術センター
- 事務部

## 施設整備
- 1935年 本研究所創設。施設は工学部電気工学科内に置かれた。
- 1956年 研究所独自の研究棟（後に選鉱精錬研究所に移管され、現：多元物質科学研究所）が新しく建設される。
- 1963年 1号館S棟が新築され、移転する。
- 1966年 工学部電子工学科の青葉山移転により、1号館N棟が加わる。
- 1969年 工業要員養成所の廃止により、2号館が加わる（W棟）。
- 1986年 超微細電子回路実験施設（スーパークリーンルーム棟）が竣工。
- 1996年 超高密度・高速知能システム実験施設の新実験棟が竣工する。
- 2002年 附属二十一世紀情報通信研究開発センターを開設。
- 2004年 ナノ・スピン総合研究棟が竣工。
- 2014年 本館が竣工。

## 研究トピック

### 電気振動・高周波デバイス
高速通信の変調信号としての利用を目的としたところから始まり、電気振動現象、高周波デバイスの研究が行われている。
本研究所設立以前の成果であるが、分割陽極型マグネトロン 開発の端緒となった装置が本研究所に受け継がれている。本装置は2008年に国立科学博物館が定める重要科学技術史資料に第00006号として登録された。
その後も大電力高周波利用での電子管の研究、ミリ波利用のショットキーバリアダイオード、テラヘルツ波デバイスの研究が行われている。

### 音響学（電気音響学）・超音波工学
電気系、機械系（振動系）相互変換作用の解明による電気音響変換理論に始まり、音に関する諸現象を解明する音響学、超音波発生素子・超音波利用に関する超音波工学の研究が展開された。超音波工学の研究は後に信号情報処理と融合して非破壊検査・医療診断技術の研究へと発展している。

### 半導体デバイス
半導体デバイスとしてPINダイオード、静電誘導トランジスタ、静電誘導サイリスタ、高輝度発光ダイオード、その製造技術の半導体プロセスとして半導体材料の完全結晶育成法、イオン注入法が開発された。

### クリーンルーム技術
半導体素子の製造には生産施設として電子工業用途のクリーンルームが必要であるが、1980年代半ばまでクリーンルーム設備とは製品に付着すると異物となる空気中の粒子数が制限されているに過ぎなかった。
それに対して本研究所では、製造の結果に影響を与えるすべてのパラメータを常時所定の値に制御すれば製造歩留まりを管理できるとの着想の下、建屋の壁材、クリーンルーム設備に付随する高純度ガス供給系、高純度薬品供給系、超純水供給系設備から空調設備に至るまで新規に部品、材料、表面処理、施工技術を開発した。
本研究所附属超微細電子回路実験施設（スーパークリーンルーム）（1986年）はその集大成であり、当時破格のクラス0.6のクリーン度を記録した。

### 光通信
光通信の三要素である発光素子(半導体レーザー)、光伝送路(グレーディッドインデックス(GI)型光ファイバー)、受光素子(アバランシェフォトダイオード)は本研究所で発明された成果である。
その後も光信号デバイス、光信号処理方式の研究は続き、2012年に光ナイキストパルスが開発され、2020年に1波で15.4Tbps、150㎞の信号伝送に成功している。

### 磁気記録
音響工学研究の過程で遅延回路の実現手段として電気信号を鉄製ワイヤーに記録するワイヤーレコーダーが使用され、その発展として1938年に交流バイアス方式、1977年に垂直磁気記録方式が開発された。

### 電磁波伝送
電磁波の伝送路として導波管、誘電体線路をはじめとする電磁波伝送技術の研究が進められてきた。導波管の研究の発展・延長として、1981年に誘電体を金属板ではさんだNRDガイドが発明された。

### スピントロニクス
従来の電子の電荷を用いた演算素子に、電子のスピンも併せて利用する新しい電子デバイスの研究が進められている。2004年にスピントロニクス実験施設が竣工し、この分野での先導的研究拠点として機能している。論理演算を行う半導体集積回路に不揮発性メモリ機能を合わせて構成する新型デバイスの研究が進められている。